# Carlos Mayolo
Carlos José Mayolo Velasco (Cali, Valle del Cauca, 10 de septiembre de 1945 - Bogotá, 3 de febrero de 2007) fue un director, guionista y actor de cine colombiano. También trabajó como realizador de series de televisión. 

## Biografía
Nació en Cali, Valle del Cauca, en 1945 y terminó el bachillerato en Bogotá. Más tarde estudió dos años de Derecho en la Universidad Santiago de Cali.
Militó en el Partido Comunista Colombiano. Inició su carrera en 1968 como director de cine documental y argumental y ocasionalmente como actor. Hizo parte del llamado grupo de Cali que también integraban Luis Ospina, Andrés Caicedo, Ramiro Arbeláez y Sandro Romero Rey, todos ellos aficionados al cine, con quienes fundó el Cine Club de Cali en 1971 y la revista Ojo al Cine, en 1974, y en ese mismo año produjo, junto a Jaime Osorio, el documental ¡Chile no se rinde, carajo!, que muestra imágenes de los Centros de tortura en Chile (1973-1990) de Augusto Pinochet y las marchas de repudio internacional hacia su dictadura. De formación autodidacta, alternó la realización de sus primeros trabajos audiovisuales con cineforos en fábricas y sindicatos de la ciudad de Cali.
A finales de la década de 1980 se vinculó a la televisión como director de documentales y seriados. Dirigió dos largometrajes argumentales: La mansión de Araucaima, una cinta basada en la novela homónima de Álvaro Mutis que recibió el premio especial del Festival de Río de Janeiro y Carne de tu carne que contó con la actuación de Adriana Herrán, David Guerrero, Vicky Hernández, Santiago García, Sebastián Ospina y el mismo Mayolo; Además, participó como director asistente en el largometraje Fuga dirigido por Nello Rossati y dirigió las series de televisión Cuentas claras, Chocolate espeso, Cuentos de espanto, Suspenso 7:30 PM, Laura por favor, Litoral, La otra raya del tigre, Hombres, Brujeres y la ganadora de diecisiete premios Simón Bolívar y 6 nominaciones en el Festival de cine de Cartagena en 1991 Azúcar (1989), una serie sobre la sociedad vallecaucana tradicional que vive alrededor de los ingenios azucareros, la cual alcanzó altos niveles de sintonía y rompió con los cánones tradicionales de producción en televisión.
Ganó diferentes premios inicialmente con cortometrajes entre los que se destacan La Hamaca, Asunción, Bienvenida a Londres y Agarrando pueblo, codirigido con Luis Ospina como crítica a la Pornomiseria, galardonado en 1976 en el Festival Novaix Taixeira de Francia y Oberhausen en Alemania. Los mediometrajes Cali Calidoscopio y Aquel 19 fueron merecedores de la mejor propuesta documental y argumental de Focine.
Además de su larga carrera como realizador, Mayolo actuó en películas como En busca de María de Luis Ospina y Jorge Nieto, interpretando al director español Máximo Calvo; Agarrando pueblo, codirigida con Luis Ospina, en la que realiza el primer desnudo masculino del cine colombiano; Pura sangre de Luis Ospina; Cobra verde de Werner Herzog, compartiendo escena con el efervescente y explosivo Klaus Kinski y los seriados de televisión Mi alma se la dejo al diablo y Los pecados de Inés de Hinojosa.
Se define por el empleo de una estética de corte “gótico tropical”, que en palabras de Mayolo es “una versión de esas historias donde hay casas en que se siente el miedo, casas vacías que amenazan (… del gótico inglés o del sur de Estados Unidos) que existen en todo el mundo y que al ser trasladadas a América Latina, se convierten en una especie de parodia”.[cita requerida]
Falleció de un infarto, el sábado 3 de febrero de 2007, en Bogotá, sentado en el sillón que alguna vez perteneció al escritor colombiano Eduardo Caballero Calderón.

## Filmografía

### Largometrajes
- La mansión de Araucaima (1986)
- Carne de tu carne (1983)
- Angelita y Miguel Ángel (1973) con Andrés Caicedo, película inconclusa.

### Mediometrajes
- Bienvenida a Londres, codirigido con María Emma Mejía.
- Aquel 19 (1985)

### Cortometrajes
- oiga vea (1971)
- La hamaca (1975)
- Chile no se rinde carajo! (1975)
- Asunción (1976) con Luis Ospina
- Rodillanegra (1976)
- Cali, cálido, calidoscopio (1985)
- Rodando por el valle (1985)
- La Madremonte (1986) con Raoul Held

### Documentales
- Agarrando pueblo (1977) con Luis Ospina
- Contaminación es… (1975)
- Sin telón (1975)
- Cali de película (1972)
- ¡Oiga, Vea! (1971)
- Monserrate (1971) con Jorge Silva
- Iglesia de San Ignacio (1971)
- Quinta de Bolívar (1969)
- El basuro (1968)
- Corrida (1968)

### Series de televisión
- Brujeres (2000)
- Hombres (1996)
- La otra raya del tigre (1993)
- Litoral (1992)
- Laura por favor (1991)
- Azúcar (1989)
- Suspenso 7:30 PM (1989)
- Cuentos de espanto (1989)
- Cuentas claras, chocolate espeso

### Libros
- Mamá que hago. Vida secreta de un director de Cine (2000)
- La vida de mi cine y mi televisión (2008). Póstumo, editado por Sandro Romero Rey.[3]

### Teatro
- Pharmakon (estrenada póstumamente por Alejandra Borrero)

### Actor

#### Cine
- Pura Sangre.... Perfecto
- Carne de tu carne.... Ever
- La mansión de Araucaima....Paul, el guardián
- Cobra verde, Werner Herzog

#### Televisión
- Los pecados de Inés de Hinojosa....Lope de Aguirre
- Azúcar....Capitán Mancera